# Ischaemum arenosum
Ischaemum arenosum là một loài thực vật có hoa trong họ Hòa thảo. Loài này được Sohns mô tả khoa học đầu tiên năm 1957.